# Giải quần vợt Wimbledon 2017 - Đôi nam khách mời
Greg Rusedski và Fabrice Santoro là đương kim vô địch, nhưng đã bị loại ở vòng bảng.
Lleyton Hewitt và Mark Philippoussis là nhà vô địch, đánh bại Justin Gimelstob và Ross Hutchins ở chung kết, 6-3, 6-3.

## Kết quả

### Từ viết tắt
| - Q = Vòng loại - WC = Đặc cách - LL = Thua cuộc may mắn - Alt = Thay thế - SE = Miễn đặc biệt | - PR = Bảo toàn thứ hạng - w/o = Thắng nhờ đối thủ rút lui trước trận đấu - r = Bỏ cuộc giữa trận đấu - d = Bị xử thua - SR = Xếp hạng đặc biệt |

### Chung kết
|  | Chung kết |                                   |   |   |  |  |
|  |           |                                   |   |   |  |  |
|  | A3        | Lleyton Hewitt Mark Philippoussis | 6 | 6 |  |  |
|  | B3        | Justin Gimelstob Ross Hutchins    | 3 | 3 |  |  |

### Bảng A
|    |                                               | J Baker C Fleming      | M Bahrami A Clément M Llodra   | L Hewitt M Philippoussis       | G Rusedski F Santoro           | RR W-L  | Set W-L | Game W-L   | Xếp hạng |
| A1 | Jamie Baker Colin Fleming                     |                        | 4-6, 4-6 (với Clément)         | 6-4, 2-6, [6-10]               | 6-7(3-7), 5-7                  | 0-3     | 1-6     | 27-37      | 3        |
| A2 | Mansour Bahrami Arnaud Clément Michaël Llodra | 6-4, 6-4 (với Clément) |                                | 4-6, 6-4, [7-10] (với Bahrami) | 4-6, 6-3, [7-10] (với Bahrami) | 0-2 1-0 | 2-4 2-0 | 20-21 12-8 | 4 X      |
| A3 | Lleyton Hewitt Mark Philippoussis             | 4-6, 6-2, [10-6]       | 6-4, 4-6, [10-7] (với Bahrami) |                                | 4-6, 7-5, [15-13]              | 3-0     | 6-3     | 34-29      | 1        |
| A4 | Greg Rusedski Fabrice Santoro                 | 7-6(7-3), 7-5,         | 6-4, 3-6, [10-7] (với Bahrami) | 6-4, 5-7, [13-15]              |                                | 2-1     | 5-3     | 35-33      | 2        |

Tiêu chí xếp hạng: 1) Số trận thắng; 2) Số trận; 3) Trong hai tay vợt đồng hạng, từ đầu đến đầu chiến thắng; 4) Trong ba tay vợt đồng hạng, số phần trăm set thắng hoặc game thắng; 5) Quyết định của ban tổ chức.

### Bảng B
|    |                                      | M Ančič J Delgado     | T Enqvist T Johansson  | J Gimelstob R Hutchins | F González S Grosjean  | RR W-L | Set W-L | Game W-L | Xếp hạng |
| B1 | Mario Ančič Jamie Delgado            |                       | 7-5, 4-6, [13-11]      | 2-6, 5-7               | 6-7(3-7), 6-4, [6-10]  | 1-2    | 3-5     | 31-36    | 3        |
| B2 | Thomas Enqvist Thomas Johansson      | 5-7, 6-4, [11-13]     |                        | 6-4, 6-3               | 7-6(7-4), 3-6, [11-13] | 1-2    | 4-4     | 33-32    | 4        |
| B3 | Justin Gimelstob Ross Hutchins       | 6-2, 7-5              | 4-6, 3-6               |                        | 6-3, 7-5               | 2-1    | 4-2     | 33-27    | 1        |
| B4 | Fernando González Sébastien Grosjean | 7-6(7-3), 4-6, [10-6] | 6-7(4-7), 6-3, [13-11] | 3-6, 5-7               |                        | 2-1    | 4-4     | 33-35    | 2        |

Tiêu chí xếp hạng: 1) Số trận thắng; 2) Số trận; 3) Trong hai tay vợt đồng hạng, từ đầu đến đầu chiến thắng; 4) Trong ba tay vợt đồng hạng, số phần trăm set thắng hoặc game thắng; 5) Quyết định của ban tổ chức.